# Svartkaskad näshornsfågel
Svartkaskad näshornsfågel (Ceratogymna atrata) är en fågel i familjen näshornsfåglar inom ordningen härfåglar och näshornsfåglar.

## Utseende och läte
Svartkaskad näshornsfågel är en stor och svart medlem i familjen. Hanen har en stor och svart näbb, medan honans är mycket mindre och ljusare. Honan har även en brunaktig huva över huvud och hals. Stjärten är lång och svart med vit spets, vilket skiljer den från liknande stora näshornsfåglar i dess utbredningsområde. Lätet är ett ljudligt skri som han höras på flera kilometers håll.

## Utbredning och systematik
Fågeln förekommer fläckvis i skogar i västra och centrala Afrika samt på ön Bioko i Guineabukten. Den behandlas som monotypisk, det vill säga att den inte delas in i några underarter.

## Levnadssätt
Svartkaskad näshornsfågel hittas i regnskog, där den ofta ses och hörs i trädtaket, födosökande i fruktbärande träd. Den gör säsongsmässiga förflyttningar och kan därför vara förvånansvärt vanlig vissa tider på året och helt frånvarande andra.

## Status och hot
Arten har ett stort utbredningsområde, men tros minska i antal, dock inte tillräckligt kraftigt för att den ska betraktas som hotad. Internationella naturvårdsunionen IUCN listar arten som livskraftig (LC).